# اکسایش اوپناور
اکسایش اوپناور(به انگلیسی: Oppenauer oxidation)، که به نام روپرت ویکتور اوپناور نامگذاری شده است، یک روش ملایم برای اکسایش انتخابی الکل‌های نوع دوم به کتون‌ها است.
این واکنش برعکس کاهش میروین–پوندورف–ورلی است. الکل با آلومینیوم ایزوپروپوکسید در استون اضافی اکسید می شود. به این ترتیب تعادل به سمت محصول تغییر می کند.
اکسایش برای الکل های نوع دوم بسیار انتخابی است و سایر گروه‌های عاملی حساس مانند آمین‌ها و سولفیدها را اکسید نمی کند. اگرچه الکل‌های نوع اول را می توان تحت شرایط اوپناور اکسید کرد، الکل‌های نوع اول به ندرت با این روش اکسید می شوند و دلیل آن تراکم آلدولی رقابتی محصولات آلدهیدی است. اکسایش اوپناور هنوز برای اکسایش بسترهای حساس به اسید استفاده می شود. این روش تا حد زیادی با روش های اکسایش مبتنی بر کرومات‌ها (مانند پیریدینیوم کلروکرومات) یا دی‌متیل سولفوکسید (مثلاً اکسایش سوورن) یا اکسایش دس–مارتین جایگزین شده است و دلیل آن استفاده از واکنشگرهای نسبتاً ملایم و غیر سمی (مثلاً واکنش در مخلوط استون/بنزن) در این واکنش‌ها است. اکسایش اوپناور معمولاً در فرایندهای مختلف صنعتی مانند سنتز  استروئیدها، هورمون‌ها، آلکالوئیدها، ترپن‌ها و دیگر ترکیبات استفاده می شود.

## سازوکار
در مرحله اول این سازوکار، الکل (۱) با آلومینیوم کوئوردینه می شود و یک کمپلکس (۳) تشکیل می دهد، سپس در مرحله دوم توسط یک یون آلکوکسید (۴) پروتون‌زدایی می شود و یک آلکوکسید حد واسط تولید می کند (۵). در مرحله سوم، هم استون اکسیدان (۷) و هم الکل بستر به آلومینیوم متصل می شوند. استون با آلومینیوم کوئوردینه می شود که آن را برای انتقال هیدرید از آلکوکسید فعال می کند. هیدریدِ کاتالیز شده با آلومینیوم، از کربن آلفای الکل به کربنِ کربونیلِ استون، طی یک حالت حالت گذار شش عضوی جابجا می شود (۸). کتون مورد نظر (۹) پس از انتقال هیدرید تشکیل می شود.

## مزایا
یکی از مزایای اکسایش اوپناور استفاده از واکنشگرهای نسبتاً ارزان و غیر سمی است. شرایط واکنش ملایم و آرام است زیرا بسترها معمولاً در مخلوط‌های استون/بنزن گرم می‌شوند. یکی دیگر از مزایای اکسایش اوپناور که آن را بر سایر روش های اکسایش مانند پیریدینیوم کلروکرومات (PCC) و پریدینان دس–مارتین منحصر به فرد می کند این است که الکل های نوع دوم بسیار سریعتر از الکل های نوع اول اکسید می شوند، بنابراین می توان به نوعی شیمی گزینی دست یافت. علاوه بر این، هیچ اکسایش بیش از حدی بر روی آلدهیدها که منجر به تبدیل آن‌ها به کربوکسیلیک اسید شوند، صورت نمی گیرد. این بر خلاف روش های اکسایش دیگر مانند اکسایش جونز است.

## اصلاحات

### واکنش وتشتاین-اوپناور
در واکنش وتشتاین-اوپناور که توسط وتشتاین در سال ۱۹۴۵ کشف شد، استروئیدهای Δ۵-۳β-هیدروکسی با بنزوکینون به عنوان گیرنده هیدروژن، به Δ۴٬۶-۳-کتواستروئید، اکسید می شوند. این واکنش از این جهت مفید است که تهیه یک مرحله ای Δ۴٬۶-۳-کتواستروئیدها را امکان‌پذیر می سازد.

### اصلاح وودوارد
در اصلاح وودوارد، وودوارد پتاسیم ترت-بوتواکسید را جایگزین آلومینیوم آلکوکسید کرد. اصلاح وودوارد که اکسایش اوپناور-وودوارد نیز نامیده می شود، زمانی استفاده می شود که گروه‌های الکلی خاصی تحت شرایط استاندارد واکنش اوپناور اکسید نمی شوند. به عنوان مثال، وودوارد از پتاسیم ترت-بوتواکسید و بنزوفنون برای اکسایش کینین به کینینون استفاده کرد، زیرا سیستم کاتالیزوری آلومینیوم سنتی به دلیل کمپلکسی که از کوئوردینه شدن نیتروژنِ باز لوئیسی با مرکز آلومینیوم تشکیل شده بود، نتوانست کینین را اکسید کند.

### سایر اصلاحات
چندین کاتالیزور آلومینیوم آلکوکسید اصلاح شده نیز گزارش شده است. به عنوان مثال، یک کاتالیزور آلومینیوم بسیار فعال توسط ماروکا و همکارانش گزارش شد که در اکسایش کاروِال به کاروون (عضو یک خانواده از مواد شیمیایی به نام ترپنوئیدها) با بازده عالی (۹۴٪) استفاده شده است.
در اصلاح دیگری  کاتالیزور تری‌متیل‌آلومینیوم و آلدهید ۳-نیتروبنزآلدهید به عنوان اکسیدان استفاده می شود، به عنوان مثال، در اکسایش ایزوبورنئول به کافور.

## کاربردهای سنتزی
اکسایش اوپناور برای تهیه داروهای ضد درد در صنعت داروسازی مانند مورفین و کدئین استفاده می شود. به عنوان مثال، کدئینون با اکسایش اوپناور کدئین تهیه می شود.
همچنین این واکنش برای سنتز هورمون‌ها استفاده می شود. پروژسترون با اکسایش اوپناور پرگننولون تهیه می شود.
نسخه ای از اکسایش اوپناور با تغغیراتی جزئی برای سنتز مشتقات استروئیدی استفاده می شود. به عنوان مثال، یک نسخه کاتالیزوری کارآمد از اکسایش اوپناور که از یک کاتالیزور روتنیم استفاده می کند برای اکسایش استروئیدهای ۳β-هیدروکسی ۵-غیراشباع به مشتق ۴-ان-۳-اون مربوط توسعه یافته است.
اکسایش اوپناور در سنتز لاکتون‌ها از ۴٬۱ و ۵٬۱ دی‌الها نیز استفاده می شود.

## واکنش‌های جانبی
واکنش جانبی متداول در اکسایش اوپناور، تراکم آلدولی کاتالیز شده با باز محصول آلدهیدی است، که دارای هیدروژن‌های α بوده و منجر به تشکیل β-هیدروکسی آلدهیدها یا ß،α-آلدهیدهای غیراشباع می شوند.
واکنش جانبی دیگر واکنش تیشچنکوی محصولات آلدهیدی بدون هیدروژن α است، اما با استفاده از حلال‌های انیدروز می‌توان از آن جلوگیری کرد. یکی دیگر از واکنش‌های جانبی عمومی، مهاجرت پیوند دوگانه در طول اکسایش بسترهای الکل اللی است.

## همچنین ببینید
- اکسایش الکل
- کلروکرومات پیریدینیم
- اکسایش جونز
- اکسایش فیتزنر–موفات
- اکسایش پاریخ–دورینگ
- اکسایش آلبرایت–گلدمن
- اکسایش سوورن
- اکسایش کوری–کیم
- اکسایش پریدینان دس–مارتین
- اکسایش لی (اکسایش TPAP)
- اکسایش TEMPO